# Phuntsho Rapten
Phuntsho Rapten (bhutanisch ཕུན་ཚོགས་རབ་བརྟན, geb. 24. Februar 1973 in Wangduephodrang) ist ein Politiker in Bhutan.
Er ist seit 2015 Mitglied des Gyelyong Tshogde (Nationalrat).